# Muro de Alcoy
Muro de Alcoy è un comune spagnolo situato nella comunità autonoma Valenciana.